# Isabel Ramírez Castañeda
Isabel Ramírez Castañeda (1881-26 de marzo de 1943) fue una arqueóloga, antropóloga y etnóloga mexicana originaria de Milpa Alta, considerada la primera arqueóloga de México.

## Biografía
Isabel Ramírez fue profesora de jardín de niños y de primaria, por lo que estudió en la Escuela Normal de Profesoras. Asistía a las conferencias del Ateneo de la Juventud. Conoció al antropólogo Eduard Seler y a la etnóloga Caecilie Seler-Sachs cuando viajaron a México en 1907. Con ellos estudió y clasificó objetos del Museo Nacional y fue asistente de la clase de arqueología. 
Asimismo, y a petición de Franz Boas, recibió una beca de la Universidad de Columbia para colaborar con la Escuela Internacional de Arqueología y Etnología Americana. De esta forma, Isabel acompañó a los Seler a varias expediciones a sitios arqueológicos y comenzó a estudiar la arquitectura antigua y la cerámica. También participó en las excavaciones en el sitio maya Palenque en febrero de y a Chichen Itzá en abril en 1911. Debido a que hablaba y escribía náhuatl, fungió como intérprete.
En septiembre del mismo año fue nombrada, junto con Manuel Gamio, como alumna pensionada de la Escuela Internacional para continuar sus estudios de lengua náhuatl. Al mismo tiempo, continuó trabajando con Boas en Milpa Alta y Culhuacán. Su trabajo se presentó en una exposición en el museo y en un congreso en Londres.
Sin embargo, a partir de 1913 su carrera comenzó a declinar., en parte por relaciones menos fraternales con el nuevo director de la escuela y por el desarrollo de los acontecimientos revolucionarios. No obstante, continuó trabajando en el museo, donde preparaba un libro de enseñanza de la lectura y escritura que sería traducido al náhuatl, que no se concluyó. También asistía a clases en la Escuela de Altos Estudios.

## Publicaciones
- “Apuntes acerca de los monumentos de la Parroquia de Tlalnepantla” en Anales del Museo, 1912.[nota 1]

Por otro lado, y como hablante de náhuatl contribuyó con una serie de cuentos populares de Milpa Alta, publicados por Franz Boas en 1924.